# Économie du Vietnam
 (janvier 2021).
Si vous disposez d'ouvrages ou d'articles de référence ou si vous connaissez des sites web de qualité traitant du thème abordé ici, merci de compléter l'article en donnant les références utiles à sa vérifiabilité et en les liant à la section « Notes et références ».
L'économie du Vietnam enregistre, depuis la fin des années 1980, une croissance économique de plus en plus affirmée, après les années difficiles dues à la guerre du Viêt Nam. 
Le Sud, très fertile, cultive surtout le riz. Produit de base essentiel, cet aliment est aussi un produit d'exportation. Le Vietnam est le troisième exportateur mondial de riz. Les ressources minières et l'industrie lourde se concentrent en revanche vers le Nord. Le principal produit d'exportation, le pétrole, représente 20 % des revenus du commerce extérieur.
Le Vietnam est membre de l'Association des nations de l'Asie du Sud-Est (ASEAN) depuis 1995, de la Coopération Économique Asie Pacifique (APEC) depuis 1998, ainsi que de l'Organisation mondiale du commerce (OMC) depuis le 11 janvier 2007. Il signe l'accord de partenariat transpacifique en 2016.

## Agriculture
Le Viêt Nam est un pays fondamentalement rural et agraire, avec près de 65% de la population vivant en milieu rural. De plus, l’agriculture est une importante source d’emploi et de revenu au Viêt Nam. Le secteur agricole, des pêches et des forêts représente près de 40% des emplois du pays. Cependant, le pays connait depuis les dernières décennies une rapide baisse en importance du secteur agricole. En effet, la proportion des emplois dans ce secteur était de 50% en 2008 et de 66% au tournant du siècle. La proportion du PIB national a aussi chuté dans les dernières décennies. Alors qu’il se tient aujourd’hui à 15%, le secteur agricole, des pêches et des forêts représentait 42% du PIB en 1989.
Cette transition économique est l’effet des réformes économiques des années 1980 et 1990. Durant les décennies qui ont suivi les réformes, un grand nombre de Vietnamiens ont quitté le secteur agricole pour le secteur manufacturier. Ce secteur, aujourd’hui le plus important et le plus dominant au Viêt Nam, a contribué à l’augmentation rapide des conditions économiques du pays et de ses citoyens. En effet, le secteur manufacturier est devenu beaucoup plus productif et rentable que le secteur agricole, grâce à la mécanisation. De son côté, le secteur agricole a peu progressé technologiquement. Il utilise encore des méthodes humaines très peu mécanisées, puisque les paysans sont souvent trop pauvres pour mécaniser leurs moyens de production.
De plus, le climat chaud et tropical du Viêt Nam permet de nombreuses cultures. La principale est celle du riz, dont le Viêt Nam est le deuxième exportateur mondial, avec une production annuelle de 43M de tonnes. Les cultures du manioc et du maïs sont respectivement les deuxième et troisième en termes de production totale. Le Viêt Nam est aussi un important producteur de noix de cajou, de coton, de caoutchouc, de canne à sucre et de poivre noir. Le Viêt Nam est aussi un exportateur agricole majeur sur la scène internationale. En plus du riz, le Viêt Nam est le deuxième exportateur mondial de café, derrière le Brésil. Les exportations agricoles du Viêt Nam comptent aussi le thé et la noix de coco.

## Énergie
Le secteur de l’énergie au Viêt Nam est principalement dominé par l’Électricité du Viêt Nam (EVN), une entreprise publique. Selon son rapport annuel de 2017, EVN fournissait 61% de l’électricité consommée au Viêt Nam. EVN est suivie par PetroVietnam et Vinacomin en termes de quantité consommée au pays. La majorité de l’énergie produite et consommée au Viêt Nam provient des énergies fossiles, comme le pétrole, le gaz naturel et le charbon (55,4%) ainsi que de l’hydroélectricité (37,6%). PetroVietnam œuvre presque uniquement dans les énergies fossiles, puisque l’entreprise possède 70% des ressources de gaz de pétrole liquéfiées.
L’industrie énergétique est une partie majeure de l’économie vietnamienne. Elle constitue 16% à 18% du produit intérieur brut (PIB) du pays. De plus, l’industrie est fortement nationalisée. En effet, étant donné qu’EVN et PetroVietnam, les deux plus importantes entreprises énergétiques du pays, sont majoritairement possédées par l’État vietnamien, une très grande partie de l’industrie énergétique est gérée par l’État. Les profits de cette industrie sont donc une grande portion du budget annuel de l’État. En 2016, l’industrie énergétique a rapporté plus de 20% du budget.
Le Viêt Nam possède aussi une grande quantité de pétrole brut. En 2015, ses réserves totalisaient 4,4M de barils. Ceci place le pays au 25e rang mondial parmi les pays possédant des réserves de pétrole brut et au premier rang en Asie du Sud-Est, tout juste devant l’Indonésie et la Malaisie. Pendant le début du 21e siècle, le pétrole brut était de loin la plus importante exportation du Viêt Nam. En 2006, les exportations de pétrole brut représentaient plus du quart (26,4%) du total des exportations vietnamiennes. Ceci représentait plus de $7 milliards USD en exportations annuelles. Cependant, dû à plusieurs facteurs, la portion des exportations de pétrole brut a beaucoup chuté, pour atteindre 2,3% du total en 2015. Un de ces facteurs est l’élargissement de l’industrie de transformation pétrolière. En effet, la raffinerie de Dung Quat, la première au Viêt Nam, transforma l’industrie énergétique vietnamienne pour inclure le raffinement de pétrole.

## Exportations
- pétrole brut,
- riz, troisième exportateur mondial
- chaussures,
- vêtements,
- café, deuxième exportateur mondial 12 % du volume total,
- manioc, 3 % de la production mondiale
- Produits de la mer (vifs et préparés).

## La politique économique du Viêt Nam: Đổi mới
La politique économique du Viêt Nam d’aujourd’hui repose principalement sur les principes instaurés lors la réforme du Đổi mới. Signifiant « renouveau » en vietnamien, le Đổi mới a été adopté en 1986 par le Parti communiste vietnamien et consiste en la libéralisation de l’économie du pays. La réforme crée donc une économie de marché au Viêt Nam. Le congrès vietnamien l’a cependant qualifié d’une « économie de marché à orientation socialiste ». Le Đổi mới est reconnu pour avoir grandement amélioré l’économie du Viêt Nam. Les années suivant la réforme ont été caractérisées par de haut taux de croissance économique, une réduction de l’inflation et par une croissance des exportations et des investissements internationaux. Le Đổi mới est aussi crédité pour avoir amélioré le niveau de vie de la population vietnamienne.

### Contexte historique de la réforme
Durant le 19e siècle, la France, sous le Second Empire, colonisa une partie de l’Asie du Sud-Est, territoire qui deviendra l’Indochine française. Ce territoire se situe sur l’emplacement actuel du Laos, du Viêt Nam ainsi que du Cambodge. Ces colonies étaient majoritairement utilisées par la France pour des raisons économiques. Le système économique des colonies reposait sur l’exploitation de leurs ressources naturelles. Le système économique était donc très semblable à celui de la France, c’est-à-dire capitaliste. Pendant la Deuxième Guerre mondiale, le Japon occupa l’Indochine et affaiblit considérablement les institutions coloniales à la fin de la guerre. Ceci a permis à des groupes révolutionnaires, comme les Viêt Minh communistes, à réclamer l’indépendance du Viêt Nam. Ces tensions ont mené à la guerre d’Indochine, qui débuta en 1946 qui prit fin en 1954.
Après l’issue de cette guerre, qui opposait les forces coloniales françaises à ses colonies asiatiques, le Viêt Nam se scinda en deux États distincts : la République démocratique du Viêt Nam (RDVN) et le Sud-Viêt Nam. La RDVN était communiste et alliée avec l’URSS. Son système économique reposait sur un système d’économie centralisée et planifiée, à l’instar de l’Union soviétique. La production agricole était collectivisée et les terres agricoles appartenaient à l’État. Le Sud-Viêt Nam, à l’inverse, était capitaliste et allié des États-Unis. L’État avait son système économique capitaliste inscrit dans sa constitution. Celle-ci garantissait des droits de propriété privée et d’investissements étrangers. La fin de la guerre d’Indochine fut donc directement suivie par la guerre du Viêt Nam, qui, dès 1954, opposa les deux nations. Cette guerre s’est inscrite dans le contexte de la guerre froide et elle s’est terminée en 1975, après la chute de Saigon, par une victoire du Nord. Le Viêt Nam fut donc réunifié sous un régime communiste.
À la suite de la guerre du Viêt Nam, la victoire du nord a signifié l’adoption de son système économique dans l’ensemble du pays. Le système capitaliste du sud fut donc complètement remplacé par celui du nord. La période entre la réunification de 1975 et l’implantation du Đổi mới fut donc particulièrement mouvementée. Au Sud, la collectivisation de l’agriculture était très impopulaire et fut rejetée fortement par les paysans. La production agricole a connu une importante baisse et rendait presque impossible la redistribution qui était nécessaire pour nourrir le Nord. De plus, le pays était touché par une forte vague d’inflation. En effet, en 1986, l’année lors de laquelle le Đổi mới fut établi, l’inflation était de 700%. Réalisant l’échec de la stratégie de collectivisation et de la planification de l’économie, le 6e Congrès national du Viêt Nam s’est entendu en 1986 pour libéraliser l’économie, à l’instar de la Chine et de l’URSS, qui avaient pris des mesures similaires peu avant le Viêt Nam.

### La réforme du Đổi mới
Le Đổi mới a principalement réformé quatre domaines de l’économie vietnamienne.
1. La privatisation de l’agriculture : les terres agricoles, qui étaient collectivisées avant le Đổi mới, retournent essentiellement aux mains des paysans. Le plan fut conçu pour faire en sorte que les paysans puissent faire usage de la terre pendant 15 ans. Après avoir versé une taxe à l’État, la terre retourne au paysan et celui-ci est libre de vendre ses récoltes sur le marché. Ceci a particulièrement influencé le sud du pays, où une grande majorité de la population vivait de l’agriculture. Le système économique agricole retourne donc essentiellement au système du Sud-Viêt Nam[3].
2. Les réformes des entreprises publiques : le Đổi mới réforme les entreprises publiques, qui sont désormais soumises aux lois du marché. Elles doivent donc être profitables, sous peine d’être dissoutes. Ces entreprises restent donc en possession de l’État, mais elles sont toutefois régulées par les lois du marché. Un bon nombre d’entreprises sont encore aujourd’hui détenues en partie ou entièrement par l’État vietnamien. Ceci diffère principalement du système capitaliste occidental et peut expliquer l’appellation « économie de marché à orientation socialiste »[14].
3. La propriété privée : le Đổi mới a réformé les lois sur la propriété privée. Les héritages et la propriété foncière sont réformés pour garantir ces droits à la population vietnamienne. De plus, la réforme installe des mécanismes empêchant la nationalisation abusive de la propriété privée des individus et des entreprises[3].
4. Les investissements étrangers : le Đổi mới a ouvert la porte aux investissements étrangers. Les entreprises étrangères étaient désormais invitées à faire affaire au Viêt Nam. De plus, de nombreux incitatifs ont été installés pour inciter les entreprises étrangères à faire affaire avec le pays. Cette réforme a ajouté une nouvelle pression sur les entreprises publiques. Celles-ci avaient encore plus intérêt à respecter les lois du marché, dû à l’ajout de nouvelle compétition économique[10].

### Conséquences de la réforme
Le Đổi mới est reconnu pour avoir été majoritairement bénéfique pour le Viêt Nam, principalement dû à l’amélioration des conditions économiques du pays. En effet, de nombreux facteurs socio-économiques se sont améliorés depuis 1986, année de l’adoption du système économique. À court terme, on peut remarquer que le problème de production agricole s’est complètement estompé. Les réformes de ce secteur ont eu l’effet de créer des surplus et, dès 1990, le Viêt Nam est devenu le 3e exportateur mondial de riz. Depuis ce temps, il a pris la 2e position, solidifiant sa place comme exportateur mondial de riz. En plus de la rapide croissance dans le nombre d’exportations, les importations ont elles aussi suivi la même tendance. La principale importation était le pétrole, qui était nécessaire dans le secteur industriel ayant été fortement stimulé par la réforme.
À long terme, on remarque que le taux d’inflation, qui était de 600% en 1986, est tombé à 30% en 1990 et repose aujourd’hui à 3,8%. De plus, le taux de croissance annuel du PIB, qui était de 2,7% en 1986, s’est accru presque continuellement jusqu’en 1995 pour atteindre 9,5%. Après une baisse lors de la crise économique de 1997, le taux de croissance du pays s’est stabilisé lors des 20 dernières années pour se situer entre 5% et 7%.
De plus, depuis la réforme, le pays a signé de nombreux accords internationaux. Anticipant les problèmes économiques qui seraient occasionnées par la dissolution de l’URSS, son principal partenaire économique, le Viêt Nam a décidé lors des années 1990 de poursuivre la vague de libéralisation occasionnée par le Đổi mới. En 1995, le Viêt Nam a rejoint la Zone de libre-échange de l’ASEAN, ouvrant l’économie aux voisins du pays. En 2000, quelques années après avoir repris les relations diplomatiques, le Viêt Nam signe un accord de libre-échange avec les États-Unis. Plusieurs autres accords ont été signés entre le Viêt Nam et des pays asiatiques, comme la Chine, l’Inde, le Japon et la Corée du Sud. Le commerce international du Viêt Nam a été fortement amélioré par ces traités, puisqu’ils ont eu pour effet de réduire massivement les tarifs appliqués sur les biens importés au Viêt Nam. En effet, le tarif moyen des biens manufacturés était de 17% au début du millénaire et se situait autour de 2% en 2017,.
Désormais, le Viêt Nam est passé en 30 ans d’un des pays les plus pauvres du monde à un pays émergent, qui tente de reproduire le succès chinois. Les revenus de l’État ont beaucoup augmenté depuis les années 1980, permettant au gouvernement d’investir massivement dans des projets à long terme d’infrastructure et d’éducation. Aussi, le niveau de vie de la population s’est nettement amélioré. Le PIB par habitant est plus de dix fois ce qu’il était au milieu des années 1980. De plus, le secteur manufacturier du Viêt Nam est devenu un des plus importants dans le monde, autant dans l’industrie du vêtement que dans la technologie. Cet essor économique est largement attribuable au Đổi mới. Grâce à lui, le Viêt Nam est désormais un pays émergent, qui est un leader dans plusieurs domaines économiques.
De plus, une conséquence politique du Đổi mới (ou plutôt son absence) est le fait que malgré la libéralisation économique du Viêt Nam, le pays n’a pas connu de libéralisation politique. Ceci diffère particulièrement de l’URSS avec sa réforme de la Perestroïka (reconstruction). Celle-ci était l’équivalent soviétique du Đổi mới, mais a été cernée comme une cause directe de libéralisation politique en URSS et dans le bloc soviétique. Le Viêt Nam, contrairement à l’URSS, n’a pas connu cette vague de libéralisation politique à la suite de la libéralisation économique. En effet, le parti communiste est encore l’unique parti du pays. Le parcours vietnamien est donc beaucoup plus semblable à celui de la Chine, qui a elle aussi libéralisé son économie, mais pas sa politique.

## Économie politique vietnamienne
L’historien américain Joseph Buttinger a intitulé son livre sur le Viêt nam  The Smaller dragon soit le Petit Dragon, en référence au grand frère chinois. L'économiste français Michel Herland  a intitulé le sien « Le Vietnam en mutation »  pour insister sur l'importance de la politique de modernisation et de libéralisation initiée dans les années 1980.
[réf. nécessaire]

## La bataille du riz
Elle a commencé par une réforme agraire réussie qui a pu enrichir sa nombreuse population rurale et créer une demande intérieure solvable de  petites machineries agricoles pour lancer la petite industrie légère locale.
Une fois la production agricole faite, le Viêt Nam exporte le surplus de riz suivant cette figure à la fin du XXe siècle .
- 4e rang mondial de production avec 34,61 Mégatonnes (la Chine est au 1er rang avec 167,62 Mégatonnes);

- 3e rang mondial d’exportation avec 2 Mégatonnes (la Chine est au 4e rang avec 1,4 Mégatonne). La différence entre production et exportation correspond à la consommation intérieure.

Mêmes très modestes, ces performances ont permis le développement de l’industrie agro-alimentaire qui installe les infrastructures pour le tourisme de la seconde phase. Après le tourisme arrive l’industrie textile qui s’engouffre à travers les portes ouvertes par le « textile chinois ».
Malgré sa particularité de zone frontalière, An Giang peut être le modèle de ce schéma de développement économique.

### L’industrialisation
La houille et le pétrole soutiennent le développement industriel, à la manière de Taïwan qui en est dépourvu, comme Hong Kong et Singapour. Cette industrialisation commence par des produits simples et peu coûteux pour les marchés d’Afrique et d’Amérique latine en un premier temps. Faisant partie de la Francophonie, le premier marché d’exportation se situe dans ce secteur, sans exclusivité, dans la diversification.
Entre Marx et Confucius, le Viêt Nam a choisi Confucius dans ses guerres d'indépendance et de réunification et dans l'économie politique asiatique. Il reste, néanmoins, les symboles pour le culte des ancêtres et des héros nationaux. Selon Paul Mus, le premier geste de Sa Majesté Bao Dai à Hanoï, en visite à sa capitale du Nord a été de se rendre aux petits appareils religieux pour le culte des combattants d'autodéfense du Viêt Minh tués au cours de l'insurrection de 1946.